# Thiolane

tétrahydrothiophène

Les thiolanes sont une famille de composés dérivés du thiolane ou tétrahydrothiophène, un composé hétérocyclique saturé à cinq atomes dont un de soufre. Ce sont des thioéthers cycliques, et les équivalents soufrés des oxolanes (tétrahydrofurane).